# Тимчасовий уряд Республіки Корея
Тимчасовий уряд Республіки Корея (кор. 대한민국 임시 정부) — уряд Кореї у вигнанні. Спочатку перебував у Шанхаї, а згодом у Чунціні під час японської окупації Східного Китаю.
Уряд утворився 13 квітня 1919 року після прийняття Рухом 1 березня декларації про незалежність.
Він не отримав визнання іншими державами світу, окрім обмеженого визнання Китаєм та деякими іншими урядями, багато з яких також були урядами у вигнанні. Однак легітимність корейського уряду згодом була підтверджена перемогою одного з його лідерів — президента Лі Синмана на всезагальних демократичних президентських виборах у Кореї під егідою ООН у 1948 році.

## Діяльність уряду
Уряд боровся за визволення Кореї від японської окупації, яка тривала із 1910 по 1945 роки. Їх діяльність полягала у координуванні дій партизанських загонів, які перебували в Кореї в 20-х і 30-х роках, а також були долучені до організації битви неподалік Чхонсану в жовтні 1920 року та атаки на японський військовий підрозділ у Шанхаї, яка відбулась у квітні 1932 року. З початку 1930-х років боротьба фракцій привела до значного ослаблення позицій уряду в корейському антиколоніальному русі.
Кульмінацією боротьби стало формування у 1940 році Корейської Армії Визволення шляхом об'єднання всіх сил корейського спротиву. 9 грудня 1941 року уряд оголосив війну Японії та Німеччині. Армія Визволення взяла участь у війні, уклавши союз із Китаєм.
Перед закінченням Другої світової війни Армія Визволення готувалася до боротьби з японцями у Кореї, об'єднавшись з американськими військами. Однак плани не були втілені через прийняття Японією Потсдамської декларації 15 серпня 1945 року.
У різні періоди діяльності уряду його очільниками були Лі Синман, Кім Гу, Лі Дон Хві.
Будівля, в якій розпочиналася робота Тимчасового уряду, нині є музеєм у Шанхаї.

## Голови Тимчасового уряду
- Лі Син Ман 이승만 (1919—1925);
- Пак Ін Сік 박은식 (1925);
- Лі Сан Рьон 이상룡 (1925—1926);
- Хон Джин 홍진 (1926);
- Лі Дон Ньон 이동녕 (1926);
- Кім Гу 김구 (1926—1927);
- Лі Дон Ньон 이동녕 (1927—1933);
- Ян Гі Так 양기탁 (1933—1935);
- Лі Дон Ньон 이동녕 (1935—1940);
- Кім Гу 김구 (1940—1948).